# Dušan Kováč
Dušan Kováč (ur. 3 stycznia 1942 w Humenném) – słowacki historyk i pisarz, autor literatury dziecięcej. Zajmuje się historią słowacką XIX i XX wieku. Przyrodni brat Michala Kováča, byłego prezydenta Republiki Słowackiej.
Studiował historię i rusycystykę na Wydziale Filozoficznym Uniwersytetu Komeńskiego w Bratysławie. Później pracował jako profesor szkoły średniej (Partizánske 1965–1966, Bratysława 1966–1968). W latach 1968–1981 był zatrudniony w Instytucie Historii Europejskich Krajów Socjalistycznych Słowackiej Akademii Nauk (SAV). Następnie pracował w Instytucie Historii SAV, gdzie został pracownikiem naukowym, a później dyrektorem (1990–1998). Pełnił także funkcję sekretarza naukowego SAV (1998–2005), a następnie wiceprzewodniczącego ds. nauk społecznych. Odbył pobyty studyjne w Stanach Zjednoczonych (1991), Wielkiej Brytanii (1994) i Austrii (1992, 1996).

## Wybrana twórczość
- Od dvojspolku k politike anšlusu: Nemecký imperializmus a Rakúsko do r. 1922 (1979)
- Muži deklarácie (1991)
- Slovensko v Rakúsko-Uhorsku (1995)
- Slováci. Česi. Dejiny (1997)
- 20. storočie svetla, storočie temna (2000)
- Nemecko a nemecká menšina na Slovensku 1871-1945 (1991)
- Dejiny Slovenska (1998)
- Dvadsať storočí na Slovensku. Eseje a kalendárium (1999)
- Slovensko v 20. storočí, 1. zväzok: Na začiatku storočia 1901-1914 (redaktor pracy zbiorowej) (2004)